# Arnold J. Toynbee
Arnold Joseph Toynbee (Londres, 14 de abril de 1889-York, 22 de octubre de 1975) fue un historiador británico, filósofo de la historia, autor de numerosos libros y profesor de investigación de historia internacional en la London School of Economics y el King's College de Londres. De 1918 a 1950, Toynbee fue considerado un destacado especialista en asuntos internacionales.
Es conocido por su libro de doce volúmenes Estudio de la historia (1934-1961). Con su prodigiosa producción de ponencias, artículos, discursos y presentaciones, y numerosos libros traducidos a muchos idiomas, Toynbee fue un erudito muy leído y discutido en las décadas de 1940 y 1950. En la década de 1960, su obra magna había caído en desgracia entre los historiadores mainstream, debido al reconocimiento de que Toynbee favorecía los mitos, las alegorías y la religión por encima de los datos reales.

## Biografía
Toynbee era hijo de Harry Valpy Toynbee (1861-1941), secretario de la Charity Organization Society, y su esposa Sarah Edith Marshall (1859-1939); su hermana Jocelyn Toynbee era arqueóloga e historiadora del arte. Toynbee era el nieto de Joseph Toynbee, sobrino del economista del siglo XIX, Arnold Toynbee (1852-1883) y descendiente de prominentes intelectuales británicos durante varias generaciones. Ganó becas para el Winchester College y el Balliol College, en la Universidad de Oxford (Literae Humaniores, 1907-1911), y estudió brevemente en la British School at Athens, una experiencia que influyó en la génesis de su filosofía sobre el declive de las civilizaciones. En 1912 se convirtió en tutor y especialista en historia antigua en el Balliol College, y en 1915 comenzó a trabajar para el departamento de inteligencia del Ministerio de Relaciones Exteriores británico. Después de servir como delegado en la Conferencia de Paz de París en 1919, se desempeñó como profesor de estudios bizantinos y griegos modernos en la Universidad de Londres. Fue aquí donde Toynbee fue nombrado para la Cátedra Koraes de Historia Griega Moderna y Bizantina, Lengua y Literatura en el King's College, aunque finalmente dimitiría luego de una controvertida disputa académica con el profesorado del Colegio. De 1921 a 1922 fue el corresponsal del Manchester Guardian durante la Guerra Greco-Turca, una experiencia que resultó en la publicación de The Western Question in Greece and Turkey. En 1925 se convirtió en profesor de investigación de historia internacional en la London School of Economics y director de estudios en el Royal Institute of International Affairs en Londres.
Su primer matrimonio fue con Rosalind Murray (1890-1967), hija de Gilbert Murray, en 1913; tuvieron tres hijos, de los cuales Philip Toynbee fue el segundo. Se divorciaron en 1946. Toynbee luego se casó con su asistente de investigación, Veronica M. Boulter (1893-1980), en el mismo año. Murió el 22 de octubre de 1975, a los 86 años.

## Teoría cíclica sobre el desarrollo de las civilizaciones
Especialista en filosofía de la historia, estableció una teoría cíclica sobre el desarrollo de las civilizaciones. Según Toynbee, las civilizaciones son el resultado de la respuesta de un grupo humano a los desafíos que sufre, ya sean naturales o sociales. De acuerdo con esta teoría, una civilización crece y prospera cuando su respuesta a un desafío no solo tiene éxito, sino que estimula una nueva serie de desafíos; una civilización decae como resultado de su impotencia para enfrentarse a los desafíos que se le presentan. Dio gran importancia a los factores religiosos en la formulación de las respuestas a los desafíos. Fruto de esta teoría, Toynbee negó el determinismo en la evolución de las civilizaciones, negando que éstas deban perecer finalmente (en abierta oposición a historiógrafos como Oswald Spengler) y defendiendo que podía esperarse que la moderna civilización occidental pudiera escapar a la norma general de decadencia de las civilizaciones.
Fue un autor prolífico cuya obra más reconocida e influyente es, sin duda, Estudio de la Historia (A Study of History, doce volúmenes escritos entre 1934 y 1961). En esta obra describe y aplica su concepto de desarrollo de las civilizaciones, al igual que en La civilización puesta a prueba.
Con las civilizaciones como unidades identificadas, presentó la historia de cada una en términos de desafío y respuesta, a veces denominada teoría sobre la ley de desafío y respuesta. Las civilizaciones surgieron en respuesta a un conjunto de desafíos de extrema dificultad, cuando las "minorías creativas" idearon soluciones que reorientaban a toda su sociedad. Los desafíos y las respuestas fueron físicos, como cuando los sumerios explotaron los intransitables pantanos del sur de Irak organizando a los habitantes del Neolítico en una sociedad capaz de llevar a cabo proyectos de irrigación a gran escala; o social, como cuando la Iglesia Católica resolvió el caos de la Europa post-romana mediante la adscripción de los nuevos reinos germánicos en una sola comunidad religiosa. Cuando una civilización respondió a los desafíos, creció. Las civilizaciones se desintegran cuando sus líderes dejan de responder creativamente, y las civilizaciones se hunden debido al nacionalismo, el militarismo y la tiranía de una minoría despótica. Según una nota del editor en una edición de Estudio de la historia de Toynbee, Toynbee creía que las sociedades siempre mueren por suicidio o destrucción más que por causas naturales, y casi siempre por suicidio. Ve el crecimiento y declive de las civilizaciones como un proceso espiritual, escribiendo que "el hombre logra la civilización, no como resultado de una dotación biológica superior o un entorno geográfico, sino como una respuesta a un desafío en una situación de especial dificultad que lo impulsa a hacer un esfuerzo hasta ahora sin precedentes ".

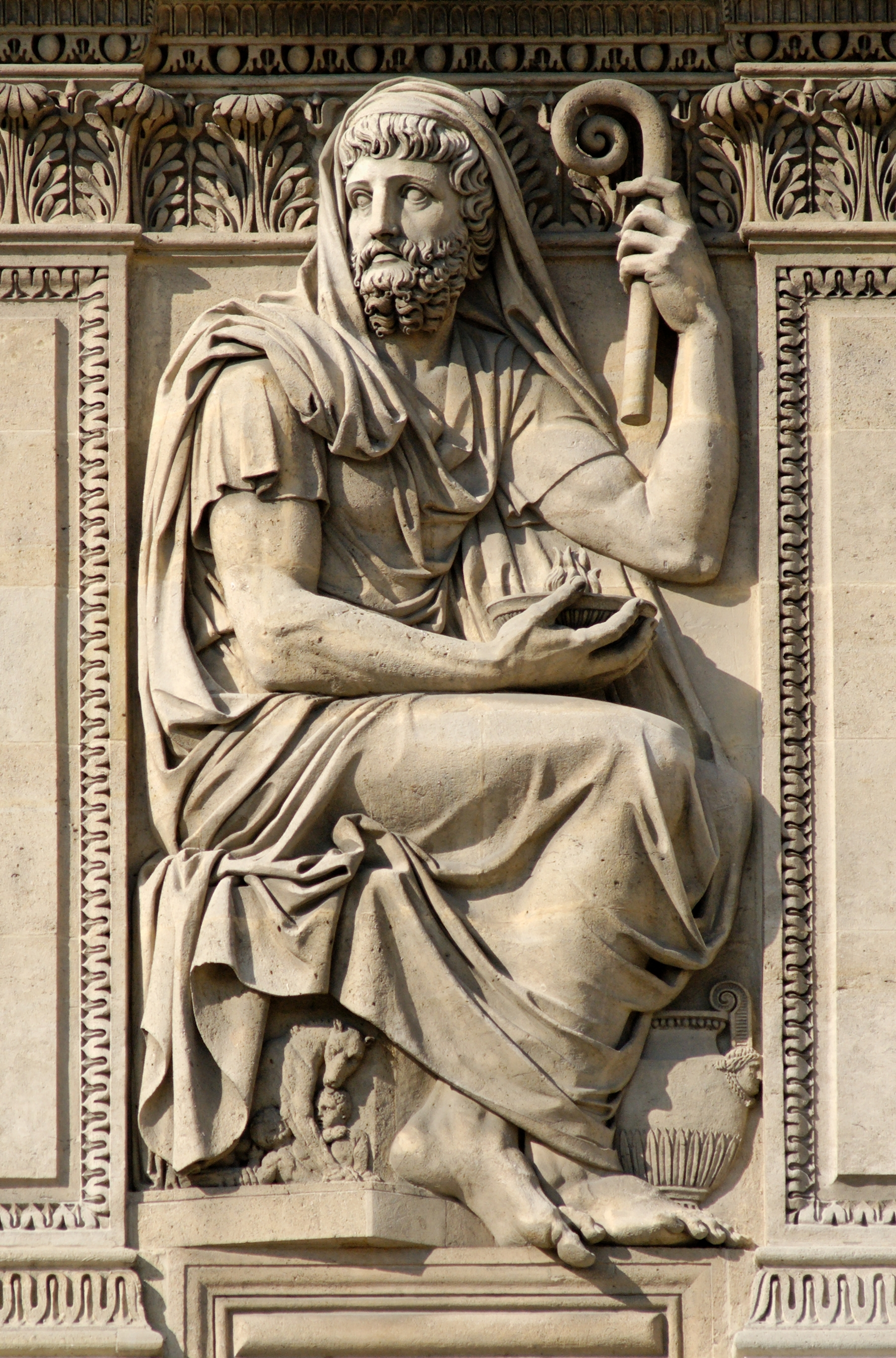
Heródoto. Cour Carree Louvre

## Influencia académica y cultural
Michael Lang dice que durante gran parte del siglo XX:
    "Toynbee fue tal vez el erudito vivo más leído, traducido y discutido del mundo. Su producción fue enorme, cientos de libros, folletos y artículos. De éstos algunos fueron traducidos a treinta idiomas diferentes .... la reacción crítica a Toynbee constituye una verdadera historia intelectual de mediados de siglo: nos encontramos con una larga lista de los historiadores más importantes de la época, Beard, Braudel, Collingwood, y otros."
En su obra más conocida, Estudio de la historia, publicada entre 1934 y 1961, Toynbee indica:
    "... examinó el ascenso y la caída de 26 civilizaciones en el curso de la historia humana, y concluyó que surgieron al responder con éxito a los desafíos bajo el liderazgo de minorías creativas compuestas por líderes de élite."
Estudio de la Historia fue un fenómeno comercial y académico. Solamente en los Estados Unidos, más de siete mil conjuntos de la edición de diez volúmenes se habían vendido en 1955. La mayoría de la gente, incluidos los eruditos, se basó en la muy clara reducción de un volumen de los primeros seis volúmenes de la Editorial Somervell, que apareció en 1947. El resumen vendió más de 300.000 copias en los EE. UU. La prensa imprimió innumerables discusiones sobre el trabajo de Toynbee, por no mencionar que hubo innumerables conferencias y seminarios. Toynbee a menudo participó. Apareció en la portada de la revista Time en 1947, con un artículo describiendo su trabajo como "la obra más provocativa de la teoría histórica escrita en Inglaterra desde El capital de Karl Marx", y fue un comentarista habitual de la BBC (examinando la historia y las razones de la hostilidad actual entre oriente y occidente, y considerando cómo los no occidentales ven el mundo occidental). 

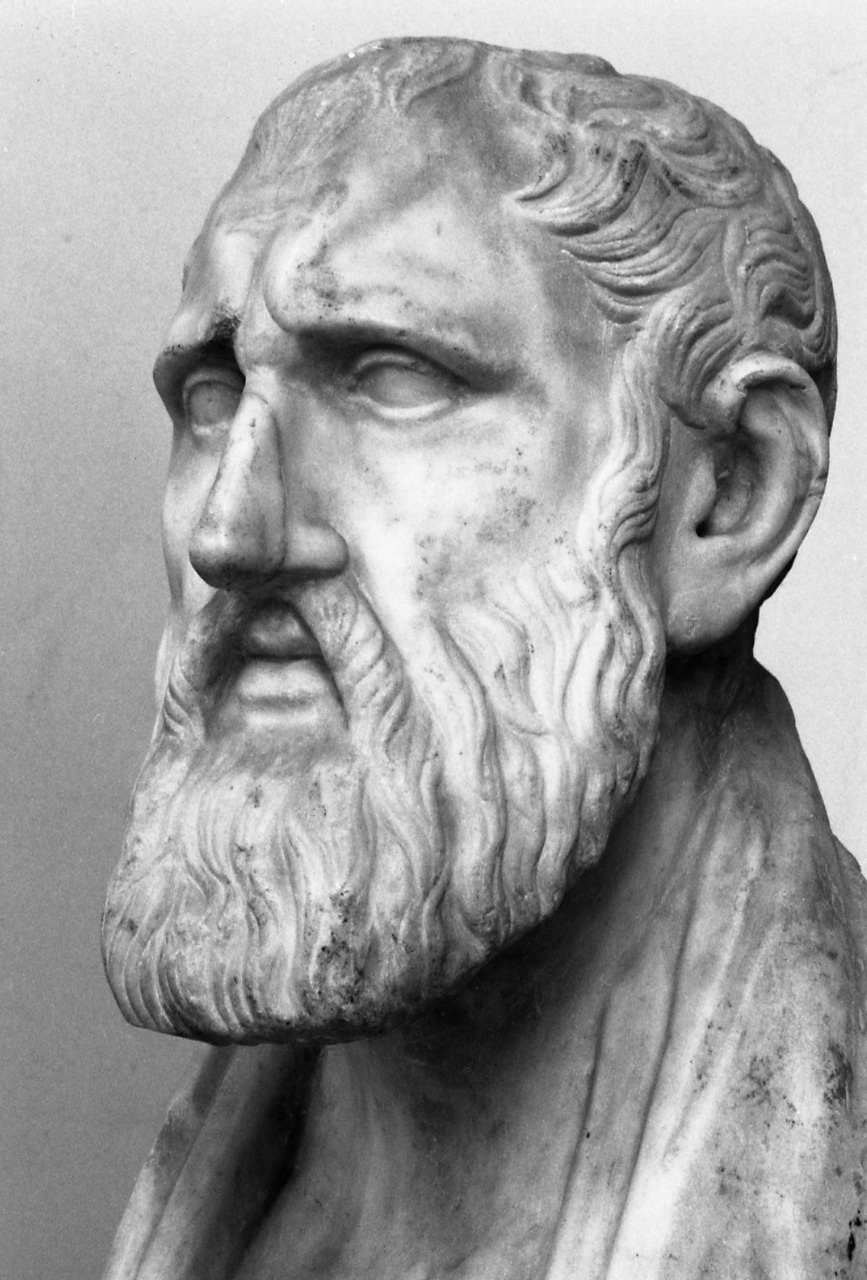
Tucídides

Los historiadores canadienses fueron especialmente receptivos al trabajo de Toynbee a fines de la década de 1940. El historiador económico canadiense Harold Adams Innis (1894-1952) fue un ejemplo notable. Siguiendo a Toynbee y otros (Spengler, Kroeber, Sorokin, Cochrane), Innis examinó el florecimiento de las civilizaciones en términos de administración de imperios y medios de comunicación.
La teoría general de Toynbee fue retomada por algunos estudiosos, por ejemplo, Ernst Robert Curtius, como una especie de paradigma en el período de posguerra. Curtius escribió lo siguiente en las páginas iniciales de Literatura europea y la Edad media latina (traducción inglesa de 1953), siguiendo de cerca a Toynbee, mientras prepara el escenario para su vasto estudio de la literatura latina medieval: "¿Cómo surgen, crecen y decaen las culturas y las entidades históricas que son sus medios? Solo una morfología comparativa con procedimientos exactos puede esperar responder a estas preguntas. Fue Arnold J. Toynbee quien se encargó de la tarea".
Después de 1960, las ideas de Toynbee se desvanecieron tanto en la academia como en los medios de comunicación, hasta el punto de que rara vez se citan hoy. Sin embargo, su trabajo continuó siendo mencionado por historiadores clásicos, al menos, porque "su formación y su toque seguro está en el mundo de la antigüedad clásica". Sus raíces en la literatura clásica también se manifiestan por similitudes entre su enfoque y el de historiadores clásicos como Heródoto y Tucídides. La historia comparada, por la que a menudo se categoriza su enfoque, ha estado estancada. Sin embargo, en el libro de Jared Diamond Colapso: Cómo las sociedades eligen fracasar o tener éxito, hay similitudes entre la teoría de "desafío y respuesta" de Toynbee y el análisis de Diamond sobre cómo las élites toman decisiones en momentos críticos. Por ejemplo, Diamond escribe en Contracción que si las élites están aisladas de los problemas de la sociedad y no participan activamente, son más propensas a cometer errores. Por lo tanto, Diamond puede afirmar que las élites no pueden montar respuestas efectivas a los desafíos si su conocimiento, simpatía o interés propio no son lo suficientemente similares a los de la sociedad en general.

## Influencia en la política exterior británica
Mientras la redacción del Estudio estaba en curso, Toynbee produjo numerosas obras más pequeñas y trabajó como director de investigación extranjera del Real Instituto de Asuntos Internacionales (1939-43) y director del departamento de investigación del Foreign Office (1943-46); también conservó su posición en la Escuela de Economía de Londres hasta su retiro en 1956.
Toynbee trabajó para el Departamento de Inteligencia Política del Foreign Office británico durante la Primera Guerra Mundial y actuó como delegado en la Conferencia de Paz de París en 1919. Fue director de estudios en la Chatham House, del Balliol College, de la Universidad de Oxford, entre 1924-43. La Chatham House realizó investigaciones para el Ministerio de Asuntos Exteriores británico y fue un importante recurso intelectual durante la Segunda Guerra Mundial cuando fue transferido a Londres. Con su asistente de investigación, Veronica M. Boulter, Toynbee fue coeditor de la Encuesta anual de asuntos internacionales de RIIA, que se convirtió en la "biblia" para especialistas internacionales en Gran Bretaña.

### Encuentro con Adolf Hitler
Durante una visita a Berlín en 1936 para dar una conferencia en la Sociedad de Derecho Nazi, Toynbee fue invitado a una entrevista privada con Adolf Hitler, a petición de este. Hitler enfatizó su objetivo expansionista limitado de construir una nación alemana más grande, y su deseo de obtener la aquiescencia y cooperación británicas. Toynbee creía que Hitler era sincero y endosó el mensaje de Hitler en un memorando confidencial para el primer ministro británico y el secretario de relaciones exteriores.
Toynbee dio su conferencia en inglés, pero algunos oficiales nazis distribuyeron copias en alemán, y el discurso fue acogido calurosamente por su audiencia berlinesa la cual agradeció el tono conciliador del mismo. Tracy Philipps, un diplomático británico destinado en Berlín, informó más tarde a Toynbee de que había sido «un apasionado tema de conversación en todos lados». De regreso a casa, algunos colegas de Toynbee se mostraron consternados por el empeño de este en su gestión de las relaciones anglo-germanas.

### Rusia
Toynbee estaba preocupado por la Revolución Rusa porque veía a Rusia como una sociedad no occidental y la revolución como una amenaza para la sociedad occidental. Sin embargo, en 1952 argumentó que la Unión Soviética había sido víctima de la agresión occidental. Interpretó la Guerra Fría como una competencia religiosa que enfrentó a una herejía materialista marxista contra la herencia cristiana espiritual de Occidente, una herencia que ya había sido neciamente rechazada por un Occidente secularizado. Se produjo un acalorado debate; un editorial del Times atacó rápidamente a Toynbee por tratar al comunismo como una "fuerza espiritual". En 1958, en El cristianismo entre las religiones del mundo, presentará al comunismo y al nacionalismo como las dos visiones enfrentadas del mundo de la época (según él, serían "religiones inferiores" que rinden culto al "poder humano colectivo"), derivadas ambas "del culto egocéntrico que el hombre tiene de sí mismo"; para contrarrestar esta peligrosa influencia (acrecentada por la amenaza de guerra nuclear), Toynbee abogaba por desarrollar la creencia negativa común que, en su opinión, comparten las denominadas por él "religiones históricas superiores" (hinduismo, budismo, cristianismo, islam): la humildad resultante de creer que el ser humano no es la "presencia espiritual suprema" del universo.

### Grecia y Oriente Medio
Toynbee fue un analista líder de desarrollos en Oriente Medio. Su apoyo a Grecia y la hostilidad hacia los turcos durante la Primera Guerra Mundial le hicieron ganar un puesto en la Cátedra Koraes de Historia Griega Moderna y Bizantina en el King's College de la Universidad de Londres. Sin embargo, después de la guerra cambió a una posición pro turca, acusando al gobierno militar de Grecia en el territorio turco ocupado de atrocidades y masacres. Esto le valió la enemistad de los ricos griegos que habían dotado la Cátedra, y en 1924 se vio obligado a renunciar al cargo.
Su postura durante la Primera Guerra Mundial reflejaba menos simpatía por la causa árabe y adoptaba una perspectiva pro sionista. También expresó su apoyo a un Estado judío en Palestina, que, según él, había "comenzado a recuperar su antigua prosperidad" como resultado. Toynbee investigó el sionismo en 1915 en el Departamento de Información del Foreign Office, y en 1917 publicó un memorándum con su colega Lewis Namier que apoyaba los derechos políticos exclusivos de los judíos en Palestina. En 1922, sin embargo, fue influenciado por la delegación árabe palestina que estaba visitando Londres, y comenzó a adoptar sus puntos de vista. Sus escritos posteriores revelan su cambiante perspectiva sobre el tema, y hacia fines de la década de 1940 se había alejado de la causa sionista, hacia la posición árabe.
Las opiniones que Toynbee expresó en la década de 1950 continuaron oponiéndose a la formación de un estado judío, en parte por su preocupación de que aumentaría el riesgo de una confrontación nuclear. Sin embargo, como resultado del debate de Toynbee en enero de 1961 con el Dr. Yaakov Herzog, el embajador israelí en Canadá, Toynbee suavizó su punto de vista y pidió a Israel cumplir su misión especial de hacer contribuciones a los esfuerzos mundiales para prevenir el estallido de la guerra nuclear. En su artículo,"Los derechos judíos en Palestina", desafió los puntos de vista del editor judío, historiador y erudito talmúdico, Solomon Zeitlin, que publicó su reprimenda,"Derechos Judíos en Eretz Israel (Palestina)" en el mismo número. Toynbee sostuvo, entre otros argumentos, que el pueblo judío no tiene pretensiones históricas ni legales de Palestina, declarando que:
    "los derechos humanos de la población a sus hogares y propiedades prevalecen sobre todos los demás derechos en casos donde las reclamaciones entran en conflicto". Sí admitió que los judíos, "siendo los únicos representantes sobrevivientes de cualquiera de los habitantes pre-árabes de Palestina, tienen un reclamo adicional". a un hogar nacional en Palestina ". Pero esa afirmación, sostuvo, es válida "solo en la medida en que pueda implementarse sin dañar los derechos y los intereses legítimos de la población árabe nativa de Palestina".

### Diálogo con Daisaku Ikeda

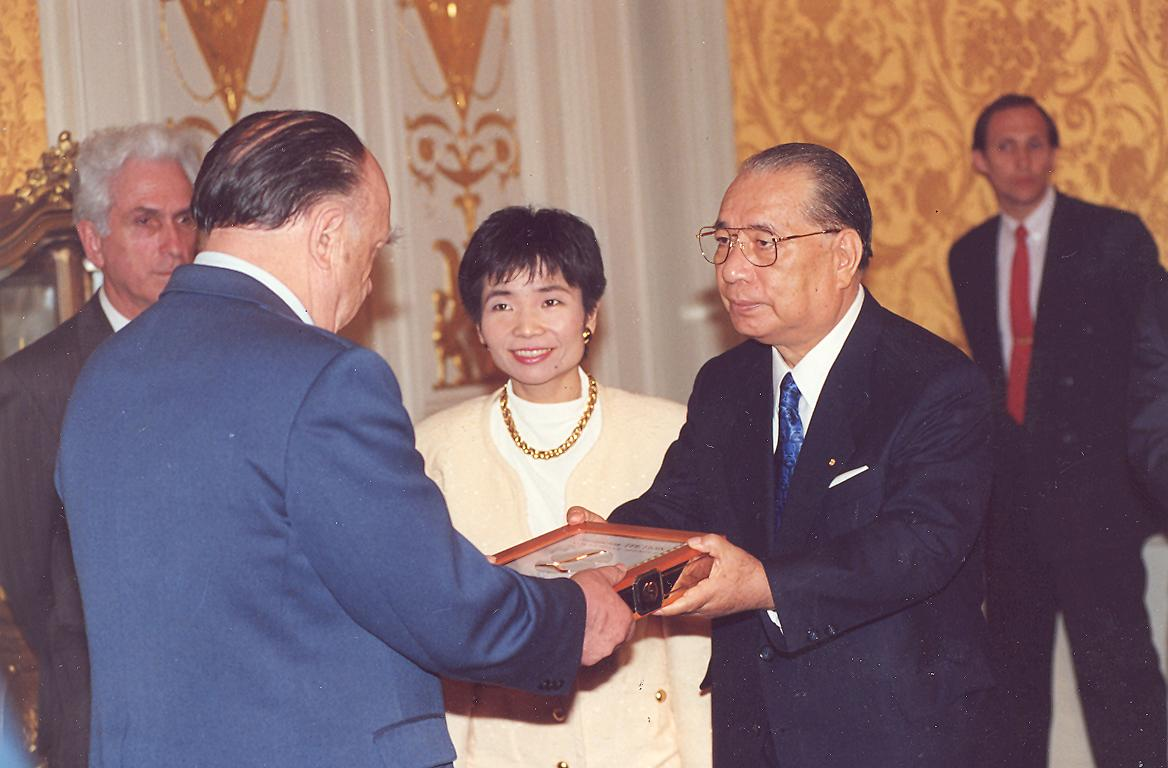
Daisaku Ikeda recibiendo el premio Leonardo. Rusia 2009.

En 1972, Toynbee se reunió con Daisaku Ikeda, presidente de la Soka Gakkai International (SGI), quien condenó la "naturaleza demoníaca" del uso de armas nucleares bajo cualquier circunstancia. Toynbee opinaba que la bomba atómica era una invención que había provocado que la guerra ascendiera de una escala política a proporciones catastróficas y amenazaba la existencia misma de la humanidad. En su diálogo con Ikeda, Toynbee expresó su preocupación de que la humanidad no sería capaz de fortalecer el comportamiento ético y lograr el autodominio "a pesar de la conciencia generalizada de que el precio de no responder al desafío moral de la era atómica puede ser la autoliquidación de nuestra especie ".
Los dos hombres se conocieron el 5 de mayo de 1972 en Londres. En mayo de 1973, Ikeda volvió a volar a Londres para reunirse con Toynbee durante cuarenta horas en un período de diez días. Su diálogo y correspondencia continuos culminaron en la publicación de Choose Life, un registro de sus puntos de vista sobre los problemas críticos que enfrentaban la humanidad. El libro ha sido publicado en veinticuatro idiomas hasta la fecha. Toynbee también escribió el prólogo de la edición en inglés del libro más conocido de Ikeda, The Human Revolution, que ha vendido más de siete millones de copias en todo el mundo.

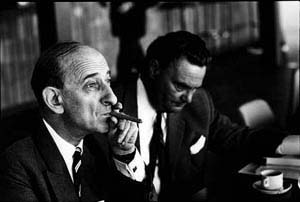
Raymond Aron (1966) por Erling Mandelmann

En 1984, su nieta Polly Toynbee escribió un artículo crítico para The Guardian al conocer a Daisaku Ikeda.
Una exposición que celebra el 30 aniversario de Toynbee y el primer encuentro con Ikeda fue presentada en los centros de la SGI alrededor del mundo en 2005, mostrando los contenidos de los diálogos entre ellos, así como las discusiones de Ikeda por la paz con más de 1500 eruditos, intelectuales y activistas del mundo. También se mostraron las cartas originales intercambiadas por Toynbee e Ikeda.

## Fundación Toynbee Prize
Nombrada así en honor a Arnold J. Toynbee, la Fundación [Toynbee Prize] se fundó en 1987 "para contribuir al desarrollo de las ciencias sociales, tal como se define desde una amplia visión histórica de la sociedad humana y de los problemas humanos y sociales". Además de otorgar el Premio Toynbee, la fundación patrocina el compromiso académico con la historia global mediante el patrocinio de sesiones en la reunión anual de la Asociación Histórica Estadounidense, de conferencias internacionales, de la revista New Global Studies y del Global History Forum.
El Premio Toynbee es un premio honorífico, que reconoce a los científicos sociales por sus significativas contribuciones académicas y públicas a la humanidad. Actualmente, se otorga cada dos años por trabajos que hacen una contribución significativa al estudio de la historia global. Los destinatarios han sido Raymond Aron, Lord Kenneth Clark, Sir Ralf Dahrendorf, Natalie Zemon Davis, Albert Hirschman, George Kennan, Bruce Mazlish, John McNeill, William McNeill, Jean-Paul Sartre, Arthur Schlesinger, Barbara Ward, Lady Jackson, Sir Brian Urquhart, Michael Adas, Christopher Bayly y Jürgen Osterhammel.

## En la cultura popular
Las ideas de Toynbee también aparecen en la historia corta de Ray Bradbury llamada "The Toynbee Convector". Aparece junto a T. E. Lawrence como personaje en un episodio de The Young Indiana Jones Chronicles, que trata de las negociaciones de los tratados posteriores a la Primera Guerra Mundial en Versalles. También recibe una breve mención en el clásico de Charles Harness, The Paradox Men. Frederick Buechner también lo menciona en la novela de 1957 El regreso de Ansel Gibbs. La mayoría de las versiones del juego de computadora Civilization se refieren a su trabajo como historiador también. Toynbee recibe mención en la novela posapocalíptica de Pat Frank, "Alas, Babylon". Un personaje del cuento corto "As Never Was" de P. Schuyler Miller adopta el nombre de Toynbee "por admiración a un historiador de ese nombre". También se lo menciona en la novela de Tom Robbins, Another Roadside Attraction. 

## Principales obras

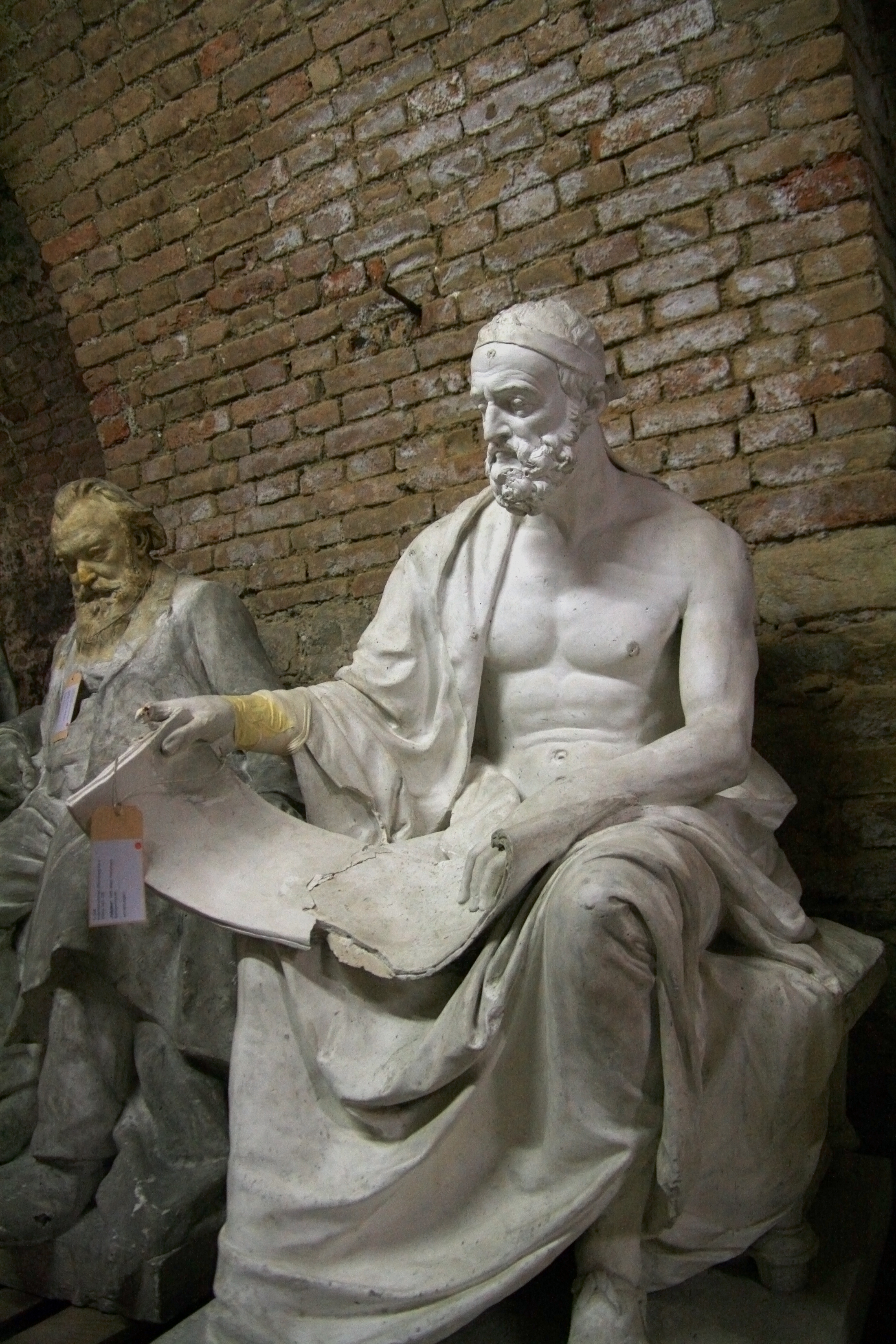
Wiener Historismus Hofburg. Alois Düll, Polibio

- Wiener Historismus Hofburg. Alois Düll, PolibioLas atrocidades armenias: el asesinato de una nación, con un discurso pronunciado por Lord Bryce en la Cámara de los Lores (Hodder y Stoughton, 1915)
- Nacionalidad y guerra (Dent 1915)
- La Nueva Europa: algunos ensayos en Reconstrucción, con una introducción del conde de Cromer (Dent 1915)
- Parte de Grecia, en Los Balcanes: Una historia de Bulgaria, Serbia, Grecia, Rumania, Turquía, varios autores (Oxford, Clarendon Press 1915)
- Vista británica de la cuestión ucraniana (Federación ucraniana de Estados Unidos, Nueva York, 1916)
- Editor, El tratamiento de los armenios en el Imperio otomano, 1915-1916: documentos presentados al vizconde Gray of Fallodon por el vizconde Bryce, con un prefacio del vizconde Bryce (Hodder & Stoughton, 1916)
- La destrucción de Polonia: un estudio sobre la eficiencia alemana (1916)
- Las deportaciones belgas, con una declaración del vizconde Bryce (T. Fisher Unwin 1917)
- El terror alemán en Bélgica: un registro histórico (Hodder y Stoughton, 1917)
- El terror alemán en Francia: un registro histórico (Hodder y Stoughton, 1917)
- Turquía: un pasado y un futuro (Hodder y Stoughton, 1917)
- La cuestión occidental en Grecia y Turquía: un estudio sobre el contacto de las civilizaciones (Constable 1922)
- Introducción y traducciones, Civilización griega y carácter: La autorrevelación de la sociedad griega antigua (Dent 1924)
- Introducción y traducciones, Pensamiento Histórico Griego de Homero a la Era de Heraclio, con dos piezas recientemente traducidas por Gilbert Murray (Dent 1924)
- Colaborador en Los territorios no árabes del Imperio Otomano desde el Armisticio del 30 de octubre de 1918, en H. W. V. Temperley (editor), Conferencia de Historia de la Paz de París, vol. VI (Oxford University Press bajo los auspicios del Instituto Británico de Asuntos Internacionales 1924)
- El mundo después de la Conferencia de Paz, siendo un epílogo de la "Conferencia de Historia de la Paz de París" y un prólogo de la "Encuesta de Asuntos Internacionales, 1920-1923" (Oxford University Press bajo los auspicios del Instituto Británico de Asuntos Internacionales) 1925). Publicado por sí mismo, pero Toynbee escribe que "originalmente fue escrito como una introducción a la Encuesta de Asuntos Internacionales en 1920-1923, y estaba destinado a ser publicado como parte del mismo volumen".
- Con Kenneth P. Kirkwood, Turquía (Benn 1926, en la serie Modern Nations editada por H. A. L. Fisher)
- La conducta de las relaciones exteriores del Imperio británico desde el acuerdo de paz (Oxford University Press bajo los auspicios del Real Instituto de Asuntos Internacionales 1928)
- Un viaje a China, o cosas que se ven (Constable 1931)
- Editor, British Commonwealth Relations, Actas de la Primera Conferencia no oficial en Toronto, 11-21 de septiembre de 1933, con un prólogo de Robert L. Borden (Oxford University Press bajo los auspicios conjuntos del Royal Institute of International Affairs y el Canadian Institute of International Asuntos 1934)
- Estudio de la Historia

        Vol I: Introducción; Las génesis de las civilizaciones
        Vol II: Las génesis de las civilizaciones
        Vol III: El crecimiento de las civilizaciones
        (Oxford University Press 1934) Editor, con J. A. K. Thomson, Ensayos en honor de Gilbert Murray (George Allen y Unwin, 1936)
- Estudio de la Historia

        Vol IV: Las fallas de las civilizaciones
        Vol V: Las desintegraciones de las civilizaciones
        Vol. VI: Las desintegraciones de las civilizaciones
        (Oxford University Press 1939)
- D. C. Somervell, Estudio de la Historia: Resumen de Vols I-VI, con un prefacio de Toynbee (Oxford University Press 1946)
- Civilization on Trial (Oxford University Press 1948)
- The Prospects of Western Civilization (Nueva York, Columbia University Press 1949). Conferencias dictadas en la Universidad de Columbia sobre temas de una parte inédita de A Study of History. Publicado "por acuerdo con Oxford University Press en una edición limitada a 400 copias y no se volverá a publicar".
- Albert Vann Fowler (editor), War and Civilization, Selections from A Study of History, con un prefacio de Toynbee (Nueva York, Oxford University Press 1950)
- Introducción y traducciones, Doce hombres de acción en la historia grecorromana (Boston, Beacon Press, 1952). Extractos de Tucídides, Jenofonte, Plutarco y Polibio.
- El mundo y el oeste (Oxford University Press 1953). Reith Lectures para 1952.
- Estudio de la Historia

        Vol VII: Estados universales; Iglesias universales
        Vol VIII: Edades heroicas; Contactos entre civilizaciones en el espacio
        Vol IX: Contactos entre civilizaciones en el tiempo; Ley y libertad en la historia; Las perspectivas de la civilización occidental
        Vol X: Las inspiraciones de los historiadores; Una nota sobre cronología
        (Oxford University Press 1954)
- El enfoque de un historiador a la religión (Oxford University Press, 1956). Gifford Lectures, Universidad de Edimburgo, 1952-1953.

- D. C. Somervell, Estudio de la Historia: Resumen de vols VII-X, con un prefacio de Toynbee (Oxford University Press 1957)
- El cristianismo entre las religiones del mundo (Nueva York, Scribner 1957, Londres, Oxford University Press 1958). Hewett Lectures, entregado en 1956.
- Democracia en la era atómica (Melbourne, Oxford University Press bajo los auspicios del Instituto Australiano de Asuntos Internacionales 1957). Conferencias Dyason, entregadas en 1956.
- Este a oeste: Un viaje alrededor del mundo (Oxford University Press 1958)
- Helenismo: La historia de una civilización (Oxford University Press 1959, en la Home University Library)
- Con Edward D. Myers, Estudio de la Historia

        Vol XI: Atlas histórico y diccionario geográfico
        (Oxford University Press 1959)
- D. C. Somervell, Estudio de la Historia: Resumen de Vols I-X en un volumen, con un nuevo prefacio de Toynbee y nuevas tablas (Oxford University Press 1960)
- Estudio de la Historia

        Vol XII: Reconsideraciones
        (Oxford University Press 1961)
- Entre Oxus y Jumna (Oxford University Press 1961)
- América y la revolución mundial (Oxford University Press 1962). Conferencias públicas impartidas en la Universidad de Pensilvania, primavera de 1961.
- La economía del hemisferio occidental (Oxford University Press 1962). Conferencias de la Fundación Weatherhead entregadas en la Universidad de Puerto Rico, febrero de 1962.
- El experimento actual en la civilización occidental (Oxford University Press 1962). Conferencias Beatty Memorial entregadas en la Universidad McGill, Montreal, 1961.

     Las tres series de conferencias publicadas por separado en el Reino Unido en 1962 aparecieron en Nueva York en el mismo año en un volumen bajo el título America and the World Revolution and Other Lectures, Oxford University Press.
- Estados universales (Nueva York, Oxford University Press 1963). Publicación separada de parte del Vol VII de Estudio de la Historia.
- Con Philip Toynbee, Comparando Notas: Un Diálogo a través de una Generación (Weidenfeld & Nicolson 1963). "Conversaciones entre Arnold Toynbee y su hijo, Philip ... como fueron grabados en cinta".
- Entre el Níger y el Nilo (Oxford University Press 1965)
- El legado de Hannibal: los efectos de la guerra de Hannibal en la vida romana

        Vol I: Roma y sus vecinos antes de la entrada de Hannibal
        Vol II: Roma y sus vecinos después de la salida de Hannibal
        (Oxford University Press 1965) 
- Cambio y hábito: el desafío de nuestro tiempo (Oxford University Press 1966). En parte se basó en conferencias impartidas en la Universidad de Denver en el último trimestre de 1964, y en New College, Sarasota, Florida y la Universidad del Sur, Sewanee, Tennessee, en el primer trimestre de 1965.
- Conocidos (Oxford University Press 1967)
- Entre el Maule y Amazonas (Oxford University Press 1967)
- Editor, Ciudades de Destino (Thames & Hudson 1967)
- Editor y colaborador principal, Man's Concern with Death (Hodder y Stoughton 1968)
- Editor, The Crucible of Christianity: judaísmo, helenismo y el trasfondo histórico de la fe cristiana (Thames y Hudson, 1969)
- Experiencias (Oxford University Press 1969)
- Algunos problemas de la historia griega (Oxford University Press 1969)
- Ciudades en movimiento (Oxford University Press 1970). Patrocinado por el Instituto de Medio Ambiente Urbano de la Escuela de Arquitectura de la Universidad de Columbia.
- Sobrevivir al futuro (Oxford University Press 1971). Versión reescrita de un diálogo entre Toynbee y el profesor Kei Wakaizumi de la Universidad de Kioto Sangyo: ensayos precedidos por preguntas de Wakaizumi
- Con Jane Caplan, Estudio de la Historia, nueva abreviatura de un volumen, con nuevo material y revisiones y, por primera vez, ilustraciones (Thames & Hudson 1972)
- Constantino Porphyrogenitus y su mundo (Oxford University Press 1973)
- Editor, La mitad del mundo: La historia y la cultura de China y Japón (Thames y Hudson 1973)
- Toynbee en Toynbee: Una conversación entre Arnold J. Toynbee y G. R. Urban (Nueva York, Oxford University Press 1974)
- La humanidad y la Madre Tierra: una historia narrativa del mundo (Oxford University Press 1976), póstuma
- Richard L. Gage (editor), The Toynbee-Ikeda Dialogue: El hombre mismo debe elegir (Oxford University Press 1976), póstumo. El registro de una conversación que duró varios días.
- E. W. F. Tomlin (editor), Arnold Toynbee: Una selección de sus obras, con una introducción de Tomlin (Oxford University Press 1978), póstuma. Incluye extractos anticipados de Los griegos y sus patrimonios.
- Los griegos y sus herencias (Oxford University Press 1981), póstumo
- Christian B. Peper (editor), Conciencia de un historiador: La correspondencia de Arnold J. Toynbee y Columba Cary-Elwes, Monje de Ampleforth, con un prólogo de Lawrence L. Toynbee (Oxford University Press por acuerdo con Beacon Press, Boston 1987) póstumo